# Marienhof (Lindetal)
Marienhof ist ein Ortsteil der Gemeinde Lindetal des Amtes Stargarder Land im Landkreis Mecklenburgische Seenplatte in Mecklenburg-Vorpommern.

## Geografie
Der Ort liegt elf Kilometer südöstlich von Neubrandenburg. Zur Gemarkung Marienhof zählt eine Fläche von 432 Hektar. Die Nachbarorte sind Pragsdorf im Norden, Cölpin im Nordosten, Neu Käblich im Osten, Alt Käblich und Leppin im Südosten, Rosenhagen im Süden, Dewitz im Süden, Sabel im Südwesten, Quastenberg im Westen sowie Kreuzbruchhof im Nordwesten.

## Geschichte
Marienhof war eine Meierei von Dewitz und seit 1854 selbständig. Von 1829 bis vor 1900 gab es die Pragsdorfer Ziegelei. Marienhof wurde am 1. Juli 1950 in die Gemeinde Dewitz eingegliedert.

## Söhne und Töchter (Auswahl)
- Franz Behrens (1872–1943), Politiker, Reichstagsabgeordneter (CSP, DNVP, CSVD)